# یوکیکو اینوئه
یوکیکو اینوئه (انگلیسی: Yukiko Inoue; ۵ ژوئن ۱۹۱۵ – ۲۹ نوامبر ۲۰۱۲) بازیگر اهل ژاپن بود.